# 42e cérémonie des National Society of Film Critics Awards
La 42e cérémonie des National Society of Film Critics Awards (NSFC Awards), décernés par la National Society of Film Critics, a eu lieu le 5 janvier 2008, et a récompensé les films réalisés l'année précédente.

## Palmarès

### Meilleur film
1. There Will Be Blood
2. Le Scaphandre et le Papillon
3. No Country for Old Men

### Meilleur réalisateur
1. Paul Thomas Anderson pour There Will Be Blood
2. Joel et Ethan Coen pour No Country for Old Men
3. Julian Schnabel pour Le Scaphandre et le Papillon

### Meilleur acteur
1. Daniel Day-Lewis pour le rôle de Daniel Plainview dans There Will Be Blood
2. Frank Langella pour le rôle de Leonard Schiller dans Starting Out in the Evening
3. Philip Seymour Hoffman pour le rôle de Jon Savage dans La Famille Savage (The Savages) et pour le rôle d'Andy Hanson dans 7 h 58 ce samedi-là (Before the Devil Knows You're Dead)

### Meilleure actrice
1. Julie Christie pour le rôle de Fiona Anderson dans Loin d'elle (Away from Her)
2. Marion Cotillard pour le rôle d'Édith Piaf dans La Môme
3. Anamaria Marinca pour le rôle d'Otilia Mihartescu dans 4 Mois, 3 semaines, 2 jours (4 luni, 3 săptămâni şi 2 zile)

### Meilleur acteur dans un second rôle
1. Casey Affleck pour le rôle de Robert Ford dans L'Assassinat de Jesse James par le lâche Robert Ford (The Assassination of Jesse James by the Coward Robert Ford)
2. Javier Bardem pour le rôle d'Anton Chigurh dans No Country for Old Men
3. Philip Seymour Hoffman pour le rôle de Gust Avrakotos dans La Guerre selon Charlie Wilson (Charlie Wilson's War)

### Meilleure actrice dans un second rôle
1. Cate Blanchett pour le rôle de Jude Quinn dans I'm Not There
2. Amy Ryan pour le rôle de Helene McCready dans Gone Baby Gone et pour le rôle de Martha Hanson dans 7 h 58 ce samedi-là (Before the Devil Knows You're Dead)
3. Tilda Swinton pour le rôle de Karen Crowder dans Michael Clayton

### Meilleur scénario
1. La Famille Savage (The Savages) – Tamara Jenkins
2. There Will Be Blood – Paul Thomas Anderson
3. Le Scaphandre et le Papillon – Ronald Harwood

### Meilleure photographie
1. There Will Be Blood – Robert Elswit
2. Le Scaphandre et le Papillon – Janusz Kamiński
3. No Country for Old Men – Roger Deakins

### Meilleur film en langue étrangère
1. 4 Mois, 3 semaines, 2 jours (4 luni, 3 săptămâni şi 2 zile) •  Roumanie
2. Le Scaphandre et le Papillon •  France
3. Persepolis •  France

### Meilleur film documentaire
1. No End in Sight
2. Sicko
3. L'Avocat de la terreur

### Meilleur film expérimental
1. Profit Motive and the Whispering Wind

### Film Heritage
1. Ford at Fox, un coffret DVD de 21 disques par Fox Home Video.
2. Ross Lipman avec l'UCLA Film and Television Archive pour la restauration du film de Charles Burnett Killer of Sheep et d'autres films indépendants.